# 욤욤 공주와 도둑
욤욤 공주와 도둑(The Thief And The Cobbler)은 리처드 윌리엄스 감독의 미국의 애니메이션, 액션, 모험, 코미디, 가족, 판타지, 뮤지컬 영화이다. 빈센트 프라이스 등이 성우로 출연하였고 자코버스 로즈 등이 제작에 참여하였다.
1960년대에 착안되었으나 이 영화는 미완성 영화로 남아있다. 1964년부터 1993년까지 제작되어 총 29년이 소요되었으며 이는 이전의 Tiefland라는 작품(1954)을 넘어서면서 20년 기네스 세계 기록을 갈아치웠다.

## 출연

### 주연
- 빈센트 프라이스/강수진
- 매슈 브로더릭/김환진
- 제니퍼 빌즈/미연
- 에릭 보고시안
- 토니 콜렛
- 조나단 윈터스
- 클리브 레빌